# ویلیام لمن (فوتبال)
ویلیام لمن (انگلیسی: William Lehman؛ ۲۰ دسامبر ۱۹۰۱ – ۱ ژانویه ۱۹۷۹) یک بازیکن فوتبال اهل ایالات متحده آمریکا بود.
وی همچنین در تیم ملی فوتبال ایالات متحده آمریکا بازی کرده است.